# António José Seguro
António José Martins Seguro (Penamacor, Portugal, 11 de março de 1962) é um político português, membro e antigo secretário-geral do Partido Socialista e ex-Ministro da República Portuguesa. Atualmente, é Professor Auxiliar convidado na Universidade Autónoma de Lisboa (Autónoma) e no Instituto Superior de Ciências Sociais e Políticas (ISCSP).

## Biografia

### Infância e juventude
Nasceu às 22 horas, filho de Domingos Sanches Seguro, de Penamacor, Penamacor e de sua mulher Maria do Céu Martins, da Sertã, Sertã, neto paterno de António Seguro e de sua mulher Maria José Sanches Castilho, parente de António Nunes Ribeiro Sanches e descendente de Francisco Sanches, e neto materno de Manuel Martins e de sua mulher Maria José Freire de Novais.
Na juventude fez parte do jornal da escola e praticou futebol na Associação Desportiva Penamacorense. Frequentou o ensino secundário no Externato de Nossa Senhora do Incenso, em Penamacor, tendo terminado o último ano na Escola Industrial e Comercial de Castelo Branco, licenciou-se em Relações Internacionais pela Universidade Autónoma de Lisboa (UAL) e frequentou o Mestrado em Ciência Política no Instituto Superior de Ciências do Trabalho e da Empresa (ISCTE-IUL).
Nos seus tempos de juventude, foi líder da Juventude Socialista entre 1990 e 1994, Presidente do Conselho Nacional de Juventude (plataforma composta por todas as organizações nacionais de juventude: partidárias, sindicais, escutistas, sociais, católicas, entre outras, de 1985 a 1990), Presidente do Fórum da Juventude da União Europeia (estrutura máxima que representa todas as organizações europeias de juventude, de 1989 a 1993) e Vice-Presidente da União Internacional das Juventudes Socialistas.

### Governo de António Guterres
Entre 1991 e 1995 foi Deputado à Assembleia da República e um dos colaboradores mais próximos de António Guterres, pertencendo ao núcleo mais restrito que preparou e executou a estratégia que conduziu à vitória do PS nas eleições legislativas de 1995.
Na sequência dessa vitória, exerceu funções governativas como Secretário de Estado da Juventude e mais tarde, Secretário de Estado Adjunto do Primeiro-Ministro, no XIII Governo Constitucional.
Entre 1999 e 2001, foi deputado ao Parlamento Europeu, tendo sido co-autor do Relatório do Parlamento Europeu sobre o Tratado de Nice e o futuro da União Europeia. Em 38 anos de participação europeia, António José Seguro foi o único português a quem foi atribuída a responsabilidade de elaboração de um relatório sobre um Tratado Europeu.
No Parlamento Europeu foi, ainda, Vice-Presidente do Grupo Parlamentar Socialista, com o pelouro da Organização Mundial do Comércio, Presidente da Delegação dos Deputados Socialistas Portugueses e Presidente da Delegação para as relações com os Países da América Central, México e Cuba.
Em Julho de 2001, a convite do Primeiro-Ministro António Guterres, renuncia ao seu mandato no Parlamento Europeu e assume as funções de Ministro Adjunto do Primeiro-Ministro, até abril de 2002.
Em 2002, regressou à Assembleia da República, onde liderou a bancada parlamentar do PS (entre 2004 e 2005), tendo presidido às Comissões Parlamentares de Educação e Ciência (X Legislatura) e de Assuntos Económicos, Inovação e Energia (XI Legislatura). Dirigiu também o Gabinete de Estudos do PS, de 2002 a 2004.
Em 2003, foi autor do Relatório sobre os trabalhos da Convenção que aprovou o Projeto de Tratado que Estabelece uma "Constituição para a Europa", que viria a ser editado pela Assembleia da República em novembro de 2004.
Em 2007, coordena os trabalhos de Reforma e Modernização da Assembleia da República, conhecida como a Reforma de 2007, na base do Relatório que ele próprio coordenou no interior do seu grupo parlamentar.
Foi, durante três anos, colunista do jornal Expresso, cujos artigos deram origem ao seu livro “Compromissos para o Futuro" (junho de 2011) e foi orador em várias conferências, das quais se destacam: “There is an alternative. Lessons from Portugal”, na London School of Economics; “The Economic Lisbon Summit – The Outlook for Economic Growth and Reform”, promovida pelo The Economist;  “O Estado e a  Economia – um orçamento pós-troika”, promovida pelo Instituto Superior de Economia e Gestão; “Diálogo com a Europa”, promovida  pelo Grupo da Aliança Progressista dos Socialistas e Democratas no Parlamento Europeu, em Madrid, a 16 de fevereiro de 2013 e a 3.ª Conferência “Global Progress”, também em Madrid a 19 de outubro de 2011.

### Secretário-geral do Partido Socialista (2011–2014)
Em 2011, após a derrota do Partido Socialista nas eleições legislativas desse ano, foi eleito secretário-geral do Partido Socialista com 68% dos votos, derrotando Francisco Assis e sucedendo a José Sócrates como Secretário-geral do PS. Foi ainda reeleito, em abril de 2013, com mais de 95% dos votos.
Em agosto de 2011, foi eleito Conselheiro de Estado pelo Parlamento português.
Enquanto Secretário-geral, Seguro tomou a posição de que o PS se abstivesse no Orçamento do Estado para 2012 proposto pelo governo de Pedro Passos Coelho, citando essa abstenção como "uma abstenção violenta, mas construtiva", decisão essa que acabou por atrair criticismos de dentro do PS.
Nas eleições autárquicas de 2013 o Partido Socialista conseguiu um dos seus melhores resultados de sempre, e venceu ainda a coligação PSD/CDS–PP nas eleições europeias de 2014, com Francisco Assis enquanto cabeça de lista. Esta vitória, no entanto, foi assumida pelos críticos à liderança de Seguro como uma vitória por "poucochinho", motivando o presidente da câmara de Lisboa António Costa a avançar para a liderança do PS contra Seguro.
Foram assim convocadas eleições primárias abertas a simpatizantes do Partido para o dia 28 de setembro de 2014. Seguro foi então derrotado por Costa, obtendo cerca de 32% dos votos, demitindo-se assim da liderança do Partido Socialista e renunciando aos mandatos de Conselheiro de Estado e de Deputado à Assembleia da República.

### Pós Secretário-geral do Partido Socialista
A Câmara Municipal de Penamacor, sua terra natal, atribuiu-lhe, por unanimidade a Medalha de Ouro da Vila de Penamacor e a Assembleia Municipal o estatuto de Cidadão Honorário do Concelho de Penamacor. Em Penamacor, foi diretor e fundador do jornal “A Verdade de Penamacor” e Presidente da Assembleia Municipal.
No dia 10 de março de 2016 foi publicado o seu novo livro "Reforma do Parlamento Português - O controlo político do Governo". 
Desde 2023 tem vindo a aproximar-se novamente da política gradualmente, sendo que em 2023 Seguro afirmou estar “perplexo” com o caminho do País então dirigido por António Costa e em 2024 já assumindo a possibilidade de uma candidatura à Presidência da República após Pedro Nuno Santos o ter mencionado como um “bom nome” para Belém. Desde 21 de novembro de 2024 tem um espaço de Comentário intitulado "Liberdade" na CNN Portugal, no qual fala da atualidade política.
Em 3 de junho de 2025 confirmou que é candidato à Presidência da República, sem qualquer garantia de apoio por parte do Partido Socialista.

## Vida pessoal
A 1 de Setembro de 2001, em Óbidos, Santa Maria, casou catolicamente com Maria Margarida Nave Nunes Maldonado Freitas. Do casamento nasceram uma filha e um filho, Maria e António.

## Funções governamentais exercidas
- XIV Governo Constitucional
  - Ministro Adjunto do Primeiro-Ministro

## Resultados eleitorais

### Eleições legislativas
| Data | Partido | Partido | Circulo eleitoral | Posição   | Cl.     | Votos          | %              | +/-    | Status | Notas  | Ref   |
| ---- | ------- | ------- | ----------------- | --------- | ------- | -------------- | -------------- | ------ | --- | ------ | ----- |
| 1985 |         | PS      | Lisboa            | ? (em 56) | 4.º     | 255 030        | 19,80 / 100,00 |        | Não eleito                                                                                                  |        | [ 1 ] |
| 1991 | Porto   | PS      | 9.º (em 37)       | 2.º       | 313 893 | 32,92 / 100,00 |                | Eleito | Secretário-geral da Juventude Socialista (1990–1994)                                                        | [ 11 ] |       |
| 1995 | Guarda  | PS      | 1.º (em 4)        | 1.º       | 49 498  | 43,65 / 100,00 |                | Eleito | Secretário de Estado da Juventude (1995–1997) Secretário de Estado Adjunto do Primeiro-ministro (1997–1999) | [ 12 ] |       |
| 2002 | Lisboa  | PS      | 7.º (em 48)       | 1.º       | 440 790 | 38,66 / 100,00 |                | Eleito | Presidente do Grupo Parlamentar do PS (2004–2005)                                                           | [ 13 ] |       |
| 2005 | Braga   | PS      | 1.º (em 18)       | 1.º       | 218 665 | 45,44 / 100,00 |                | Eleito | | [ 14 ] |       |
| 2009 | Braga   | PS      | 1.º (em 19)       | 1.º       | 207 695 | 41,43 / 100,00 | 4,01           | Eleito | | [ 15 ] |       |
| 2011 | Braga   | PS      | 1.º (em 19)       | 2.º       | 159 477 | 32,85 / 100,00 | 8,58           | Eleito | Secretário-geral do Partido Socialista (2011–2014)                                                          | [ 16 ] |       |

### Eleições europeias
| Data | Partido | Partido | Posição     | Cl. | Votos     | %              | +/- | Status | Notas                                 | Ref    |
| ---- | ------- | ------- | ----------- | --- | --------- | -------------- | --- | ------ | ------------------------------------- | ------ |
| 1999 |         | PS      | 2.º (em 25) | 1.º | 1 493 146 | 43,07 / 100,00 |     | Eleito | Suspendeu o mandato em julho de 2001. | [ 17 ] |

### Eleições autárquicas

#### Assembleia Municipal
| Data | Partido | Partido | Concelho  | Posição     | Cl. | Votos | %              | +/- | Status | Notas                              | Ref    |
| ---- | ------- | ------- | --------- | ----------- | --- | ----- | -------------- | --- | ------ | ---------------------------------- | ------ |
| 1993 |         | PS      | Penamacor | 1.º (em 15) | 1.º | 2 260 | 41,69 / 100,00 |     | Eleito | Presidente da Assembleia Municipal | [ 18 ] |

### Eleições para a liderança do Partido Socialista
| Data | Cl. | Votos  | %              | Status     |
| ---- | --- | ------ | -------------- | ---------- |
| 2011 | 1.º | 23 903 | 67,98 / 100,00 | Eleito     |
| 2013 | 1.º | 24 843 | 96,53 / 100,00 | Eleito     |
| 2014 | 2.º | 55 928 | 31,54 / 100,00 | Não eleito |

## Publicações
- “A Reforma do Parlamento Português. O Controlo Político do Governo”, editado pela Quetzal, março de 2016
- “Compromissos para o futuro”, editada pela Quetzal, junho de 2011
- “Relatório sobre os trabalhos da Convenção que aprovou o projeto de Tratado que estabelece uma Constituição para a Europa”, editado pela Assembleia da República, novembro de 2004